# Reticulació
|  | Per a altres significats, vegeu «Reticulació (química)». |

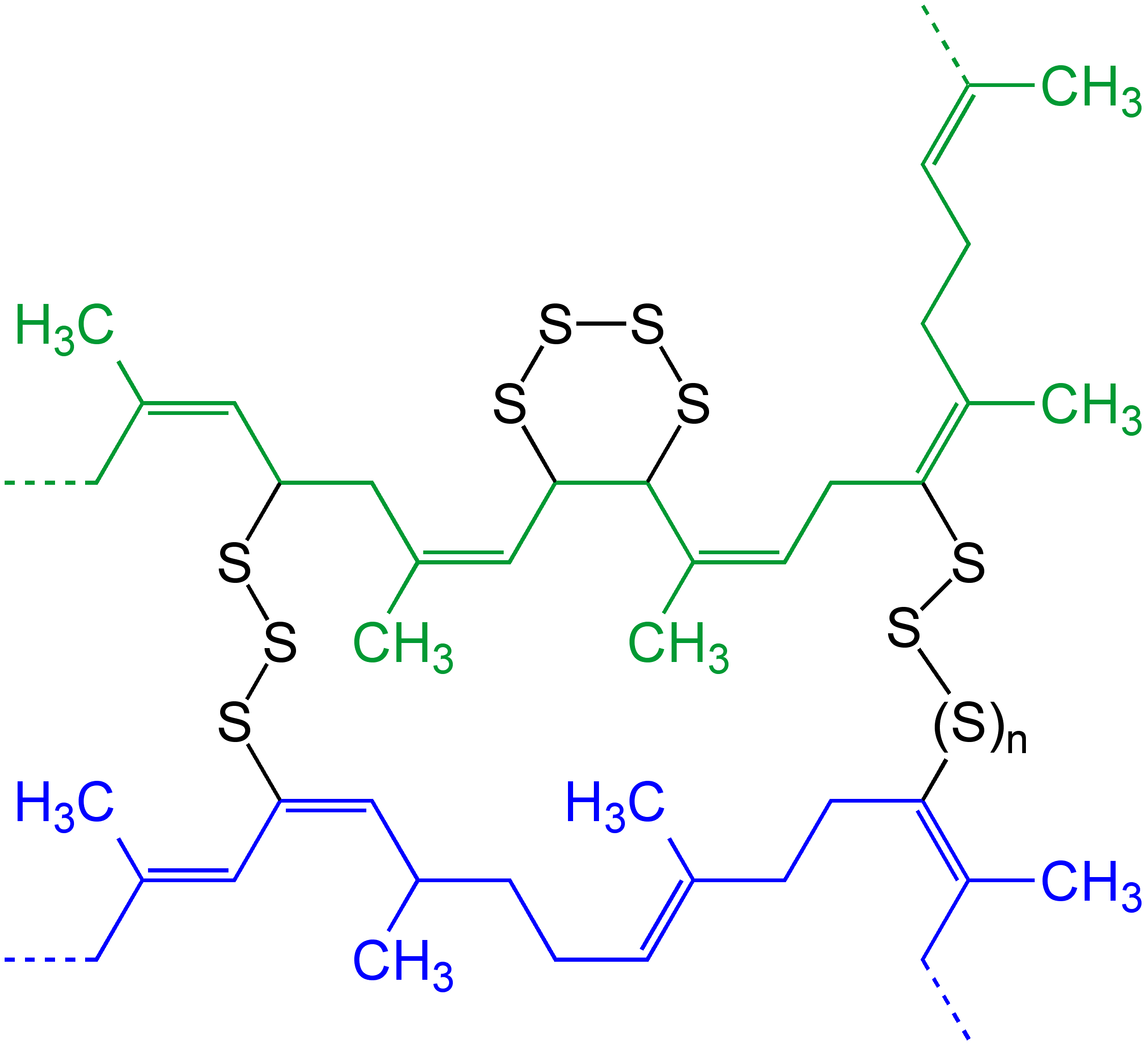
La vulcanització és un exemple de reticulació química.

La reticulació (en anglès:Cross-links) són enllaços químics que enllacen una cadena de polímers amb una altra. Poden ser enllaços covalents o enllaç iònic. Les "cadenes de polímers" es poden referir a polímers sintètics o polímers naturals (com les proteïnes). Quan el terme reticulació ("cross-linking") es fa servir en polímers sintètics normalment es refereix a l'ús de la reticulació per promoure diferències en les propietats físiques dels polímers. Quan la reticulació es fa servir en biologia, es refereix a l'ús d'una sonda per enllaçar proteïnes per investigar les interaccions proteïnes-proteïnes, com també en altres metodologies creatives de reticulació.

## Reticulació en cadenes sintètiques de polímers
Per exemple un polímer líquid es pot convertir en un sòlid o un gel. Una reticulació molt intensa pot fer que els materials es tornin molt rígids o vitrificats.

## Reticulació en les ciències biològiques
En biologia la reticulació típicament es refereix a reaccions químiques més específiques utilitzades per sondejar interaccions moleculars. Per exemple unes proteïnes poden ser reticulades fent servir petites molècules reticuladores.